# Rhamphostomella ovata
Rhamphostomella ovata är en mossdjursart som först beskrevs av Smitt 1868.  Rhamphostomella ovata ingår i släktet Rhamphostomella och familjen Romancheinidae. Inga underarter finns listade i Catalogue of Life.